# Cesaire Babyllas Malonga
Cesaire Babyllas Malonga – kongijski piłkarz grający na pozycji napastnika.

## Kariera reprezentacyjna
W 1992 roku Malonga został powołany do reprezentacji Konga na Puchar Narodów Afryki 1992. Na tym turnieju nie rozegrał żadnego spotkania.